# Patrick Boland

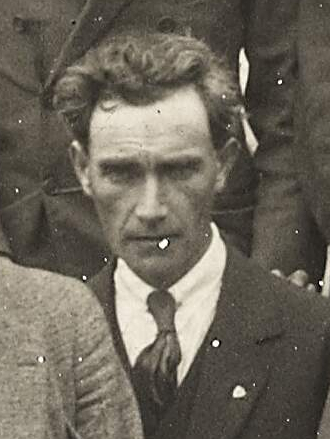
Patrick Boland (1927)

Patrick Boland (* 1890 in Castletown, County Laois, Irland; † 1962) war ein irischer Politiker der Fianna Fáil. Von 1927 bis 1954 war er Teachta Dála (Abgeordneter) im Dáil Éireann, dem irischen Unterhaus des Oireachtas.

## Biografie
Boland war während des Osteraufstands und des irischen Unabhängigkeitskriegs aktiv und war örtliches Ratsmitglied der Sinn Féin. Er kämpfte in der 2. Ballycumber IRA-Brigade von Offaly. Er war Gründungsmitglied der Fianna Fáil. 
Bei den Wahlen 1927 wurde er im Wahlkreis Leix–Offaly in den Dáil gewählt und konnte seinen Sitz bis zu den Wahlen 1951 verteidigen. Danach trat er nicht mehr zu den Wahlen an.